# Mae Clarke
Mae Clarke, född 16 augusti 1910 i Philadelphia, Pennsylvania, död 29 april 1992 i Woodland Hills, Kalifornien. Clarke är mest känd för sin roll i filmen Frankenstein 1931. Hon gjorde ett flertal huvudroller i Hollywood-filmer under det tidiga 1930-talet, men senare dök hon mest upp i småroller.

## Filmografi, urval
- 1931 – Frankenstein
- 1931 – Public Enemy - samhällets fiende nr 1 (ej krediterad)
- 1931 – Det stora reportaget
- 1931 – Natt över London
- 1932 – En läkares moral
- 1933 – Skandalen i Hollywood
- 1933 – Det perfekta brottet
- 1933 – Ett farligt vittne
- 1934 – Nana
- 1934 – The Man with Two Faces
- 1936 – Utpressare
- 1954 – En läkares samvete